# Provocator

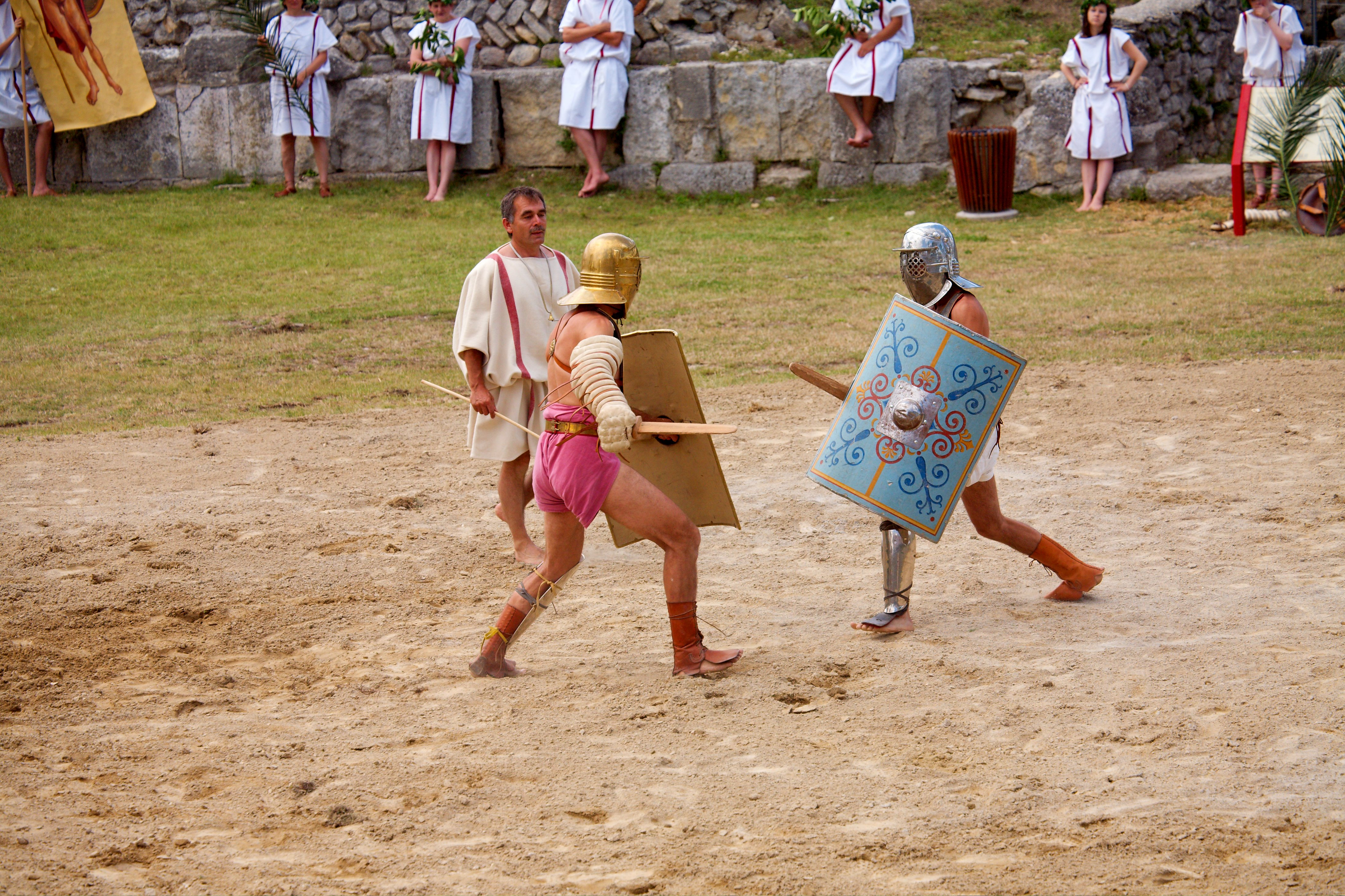
Rievocazione storica di un combattimento fra provocator

Il Provocator era una delle tante categorie gladiatorie dell'antica Roma;
Nasce come evoluzione-specializzazione del sannita.
Il sannita combatteva contro reziario, mirmillone e contro se stesso.
Visto la sua predominanza sull'arena si evolve in secutor contro reziario, trace contro mirmillone e provocator.
Infatti il provocator combatteva solo contro un altro provocator, tuttavia è probabile che abbia combattuto anche contro altre categorie.
Aveva un equipaggiamento leggero e portava gli attacchi molto rapidamente.
Il suo armamento consisteva in un'arma da taglio di media o corta lunghezza (tipo l'odierno pugnale o daga), tuttavia spesso utilizzava il pugio. Il suo equipaggiamento d'offesa si completava con uno scudo di forma rettangolare delle dimensioni di 70-80 cm x 40-50 cm. Indossava inoltre un elmo, una manica (protezione per il braccio che impugnava il pugio), uno schiniere sulla gamba sinistra, un cardiophilax (pettorina) e in alcuni casi anche cosciali.
Il combattimento è molto simile a quello tra due pugili del giorno d'oggi, utilizzando le armi allo stesso modo dei pugni.